# Metacyclops cushae
Metacyclops cushae är en kräftdjursart som beskrevs av J. W. Reid 1991. Metacyclops cushae ingår i släktet Metacyclops och familjen Cyclopidae. Inga underarter finns listade i Catalogue of Life.